# Glenea johani
Glenea johani är en skalbaggsart som beskrevs av Hüdepohl 1996. Glenea johani ingår i släktet Glenea och familjen långhorningar.
Artens utbredningsområde är Filippinerna. Inga underarter finns listade i Catalogue of Life.